# 라스베이거스 레이더스

라스베이거스 레이더스(영어: Las Vegas Raiders)는 미국 캘리포니아주 오클랜드에 본거지를 둔 NFL팀이다. AFC 서부지구에 소속되어 있다.